# Air-Littoral-Flug 440
Am 18. November 1988 stürzte auf dem Air-Littoral-Flug 440 (Flugnummer IATA: FU440, ICAO: LIT440, Funkrufzeichen: AIR LITTORAL 440) vom Flughafen Montluçon-Guéret zum Flughafen Paris-Orly eine Fairchild Swearingen Metro kurz nach dem Start ab, wobei alle vier Insassen ums Leben kamen.

## Maschine
Das Flugzeug war eine 1980 gebaute Fairchild Swearingen SA226-TC Metro II mit der Werknummer TC-334E. Die Maschine wurde im Laufe ihrer Betriebsgeschichte durch die Compagnie Aerienne du Languedoc betrieben, am 1. April 1988 wurde sie mit dem Luftfahrzeugkennzeichen F-GCPG auf die Air Littoral zugelassen. Das zweimotorige Regionalverkehrsflugzeug war mit zwei Turboproptriebwerken des Typs Garrett TPE331-3UW-303G ausgestattet. Bis zum Zeitpunkt des Unfalls hatte die Maschine 10.346 Betriebsstunden absolviert.

## Passagiere und Besatzung
Den Flug von Montluçon-Guéret nach Paris-Orly hatten nur zwei Passagiere angetreten. Es befand sich eine zweiköpfige Besatzung an Bord der Maschine, bestehend aus dem Flugkapitän Gérard Van Der Veecken und dem Ersten Offizier Christian Rémondon.

## Unfallhergang
Der Air-Littoral-Flug 440 sollte in den frühen Morgenstunden starten. Der Start erfolgte noch vor Anbruch der Morgendämmerung. Die Piloten erhielten die Freigabe, ihre Maschine für den Start zur Startbahn 35 zu rollen. Der Erste Offizier sollte auf diesem Flug die Rolle des Pilot flying ausüben. Um 6:31 Uhr wurde Schub gegeben und der Startlauf begann. Kurz nach dem Abheben nickte die Flugzeugnase nach unten. Die Maschine ging 600 Meter hinter dem Startbahnende zu Boden und schlitterte einige Dutzend Meter weiter durch Büsche, bis sie schließlich in Brand geriet. Alle vier Insassen kamen ums Leben.

## Ursache
Nach dem Unfall übernahm das Bureau d’Enquêtes et d’Analyses pour la sécurité de l’aviation civile die Unfallermittlungen. Die Ermittler kamen zu dem Ergebnis, dass sich offenbar unmittelbar nach dem Start das Notsystem zur Vermeidung von Strömungsabrissen (Stall Avoidance System – SAS) und damit der Stick Pusher in einer kritischen Flughöhe aktiviert hatte. Die Ermittlungen ergaben, dass das betroffene System bei Maschinen des Typs Swearingen Metro häufig zu Fehlfunktionen neigte, außerdem ging aus den Wartungsdokumenten der betroffenen Maschine hervor, dass diese in der Vergangenheit mehrfach Probleme mit dieser Anlage gehabt hatte. Probleme mit der Anlage waren bereits zuvor Anlass für Sicherheitsempfehlungen des National Transportation Safety Boards gewesen. Da ein Flugdatenschreiber fehlte und das SAS bis auf den Anstellwinkelsensor und -sender völlig zerstört wurden, ließ sich die Hypothese nicht durch physische Beweise stützen. Die Ermittler gaben als Unfallfaktoren ferner eine unpräzise Anzeige des Künstlichen Horizonts des Ersten Offiziers sowie ein Fehlen von visuellen Referenzpunkten an.